# Manhole (album)
Pour les articles homonymes, voir Manhole (homonymie).
Albums de Grace Slick
Baron von Tollbooth & the Chrome Nun
(1973) Dreams
(1980)
Manhole est le premier album studio de Grace Slick, sorti le 4 janvier 1974.

## Histoire
L'album est crédité uniquement à Grace, elle avait précédemment enregistré Sunfighter avec Paul Kantner et Baron von Tollbooth & the Chrome Nun avec Kantner et David Freiberg, qui ont tous deux coproduit Manhole. Il a été enregistré en 1973, lorsque Jefferson Airplane avait cessé de tourner, et que Jorma Kaukonen et Jack Casady faisaient l'album de Hot Tuna, The Phosphorescent Rat. Tous les membres qui formeront Jefferson Starship en 1974 ont joué sur cet album, à l'exception de Papa John Creach. L'album a été conçu comme une bande originale d'un film (noté par le titre de la deuxième chanson, "Theme from the Movie Manhole"), bien qu'aucun film de ce type n'ait été réalisé. Grace a dessiné toutes les illustrations de l'album et a écrit sur la pochette "Child Type Odd Art by Grace".

## Enregistrement
Bob Mathews, ingénieur du studio, a déclaré que puisqu'il y avait des mots que Slick voulait être en espagnol, elle a attendu vers six heures du matin jusqu'à ce que le concierge mexicain apparaisse et lui demandait ensuite de traduire ses mots pendant qu'il vidait les poubelles.
Bob Mathews a observé que même si, dans sa carrière, elle avait toujours été assez disciplinée, connue pour sa fiabilité, à cette époque, "elle se maltraitait beaucoup. Elle buvait trop, fumait trop. Elle partageait également mon désir de certaines drogues. cela nous a tenus éveillés plus longtemps et nous a permis d'en faire plus."

## Liste des titres
| 1. | Jay                            | Grace Slick | 2:43  |
| 2. | Theme from the Movie "Manhole" | G. Slick    | 15:23 |

| 1. | ¿Come Again? Toucan | G. Slick, David Freiberg             | 4:40 |
| 2. | It's Only Music     | Bob Hunter, D. Freiberg              | 4:32 |
| 3. | Better Lying Down   | G. Slick, Peter Sears                | 3:15 |
| 4. | Epic (#38)          | Paul Kantner, G. Slick, Jack Traylor | 7:23 |

## Musiciens
- Grace Slick - chant sauf sur "It's Only Music", guitare rythmique sur "Jay", piano sur "Theme from the Movie Manhole".
- Gary Duncan - guitare solo sur "It's Only Music"
- Craig Chaquico - guitare solo sur "Theme from the Movie Manhole", "¿Come Again? Toucan" et "Epic No. 38"
- Ron Carter - contrebasse sur "Theme from the Movie Manhole"
- Jack Casady - basse sur "Theme from the Movie Manhole" et "It's Only Music"
- Peter Kaukonen - basse sur "Jay", guitare acoustique solo sur "Jay", mandoline sur "Theme from the Movie Manhole"
- David Freiberg - chœurs sur "Theme from the Movie Manhole", "It's Only Music" et "Epic No. 38", guitare rythmique sur "Theme from the Movie Manhole" et "¿Come Again? Toucan" , piano sur "¿Come Again? Toucan" et "It's Only Music", percussions sur "¿Come Again? Toucan" et "It's Only Music", basse sur "¿Come Again? Toucan" et "It's Only Music", orgue sur "It's Only Music", guitare 12 cordes sur "It's Only Music"
- Pete Sears – piano sur "Better Lying Down", basse sur "Epic No. 38"
- Keith Grant - programmation du synthétiseur sur "Epic No. 38"
- Paul Kantner - chœurs sur "Theme from the Movie Manhole", "It's Only Music" et "Epic No. 38", guitare 12 cordes sur "It's Only Music", guitare rythmique sur "Epic No. 38", harmonica de verre sur "Epic No. 38"
- David Crosby - chœurs sur "Theme from the Movie Manhole"
- John Barbata - batterie sur "Theme from the Movie Manhole", "¿Come Again? Toucan" et "Epic No. 38"
- London Symphony Orchestra – violons (John Georgiadis, Hans Geiger, Alan Traverse, Carlos Villa, Paul Scherman, Michael Jones, Jack Greenstone, John Ronayne, James Davis, Bernard Monshin, Fred Parrington, Denis McConnell), altos, (Kenneth Essex, John Coulling, John underwood, Alex Taylor), violoncelle (Alan Dalziel, Bram Martin, Clive Anstee, Robin Firman), contrebasses (James Merrett, Keith Marjarom, Robin McGee, Chris Laurence), harpe David Snell, flûtes Jack Ellory, Chris Taylor, hautbois (Terence Macdonagh, Philip Hill), clarinette basse (Frank Reidy), cors d'harmonie (Andrew McGavin, Douglas Moore), trompettes (Michael Laird, George Whiting), trompettes basses (Raymond Premru, Harold Nash), trombone basse (Peter Harvey), guitare (Timothy Walker), percussions (Alan Hakin, Terence Emery, Eric Allen, Stan Barrett) sur "Theme from the movie Manhole"
- Iain MacDonald Murray, Calum Innes, Cohn Graham, Angus McTavish, Tom Duncan, Jack Scott, Angus MacKay, William Stewart - cornemuse sur "Epic No. 38"
- Steven Schuster - arrangements orchestraux sur "Theme from the Movie Manhole" et "Epic No. 38"